# 克勒索-卢瓦尔
克勒索-卢瓦尔（法語：Creusot-Loire）是法国历史上一家著名的机械工程企业，于1970年由施耐德旗下的克勒索钢铁锻造公司（Société des Forges et Ateliers du Creusot）和马林-费尔米尼旗下的卢瓦尔钢铁锻造公司（Compagnie des Ateliers et Forges de la Loire）合并而成，业务包括钢铁冶金、国防工业、机械工程、核能工业、石油化工、铁路运输设备。1973年石油危机连带引发的经济衰退和钢铁危机，导致该公司从1976年起一直处于长期亏损状态。由于经营管理不善和行业竞争加剧等各种原因，使克勒索-卢瓦尔公司的财政状况急剧恶化。1984年，负债累累的克勒索-卢瓦尔未能与法国政府达成拯救协议。1984年9月，克勒索-卢瓦尔的部分业务被钢铁公司优基诺（Usinor）接管。1984年12月12日，巴黎商事法院宣告进行对克勒索-卢瓦尔执行破产清算。